# Autorretrato em costume tradicional da Floresta de Bregenz
Autorretrato é uma pintura da artista suiça Angelica Kauffman conservado na prestigiosa Coleção de Autorretratos da Galeria Uffizi, em Florença.
Neste autorretrato, Angelika Kauffmann ― uma das mais notáveis representações do autorretrato feminino no final do século XVIII — conjuga elementos de identidade regional, afirmação artística e sofisticação intelectual em uma única imagem cuidadosamente orquestrada.
Kauffmann é representada sentada diante de seu cavalete, envolvida no ato da pintura — uma escolha eloquente que a inscreve como artista ativa, produtiva, e não como mera musa ou objeto de contemplação. O retrato apresenta-a vestindo o traje típico da Floresta de Bregenz, sua terra natal.
Este autorretrato é notável por sua dupla carga simbólica:
- - O traje tradicional da Floresta de Bregenz é aqui um sinal de pertencimento cultural e autenticidade. Em tempos de cosmopolitismo artístico e intelectual, Angelika reivindica sua origem alpina como fonte de virtude e integridade — um gesto em consonância com o espírito do Sturm und Drang e do nascente Romantismo na Alemanha.

- - A presença do cavalete e dos instrumentos de pintura afirma de modo inequívoco sua identidade como artista profissional. Mais do que se mostrar como pintora, Kauffmann mostra-se no ato de pintar, fundindo arte e vida. Nesse sentido, o retrato é também um comentário metalinguístico sobre a prática da representação — o autorretrato como construção de si.

Ao associar deliberadamente sua figura à tradição feminina e à atividade criadora, Kauffmann propõe uma síntese rara entre virtude doméstica, identidade local e excelência artística. Este gesto é particularmente significativo em um século em que a mulher artista ainda enfrentava limitações institucionais severas.